# HD 54662
HD 54662，又名BD-10 1892，SAO 152470、HR 2694，是一颗恒星，视星等为6.21，位于銀經224.17，銀緯-0.78，其B1900.0坐标为赤經7h 4m 36.1s，赤緯-10° -0.78′ 11″。